# Décennie 1610 en architecture
| Années de l'architecture : 1607 - 1608 - 1609 - 1610 - 1611 - 1612 - 1613    |
| Décennies de l'architecture : 1580 - 1590 - 1600 - 1610 - 1620 - 1630 - 1640 |

Cet article présente les faits marquants de la décennie 1610 en architecture.

## Événements
- 28 août 1610 : Louis XIII pose la première pierre du Collège Royal (collège de France)[1].
- 19 avril 1614 : contrat signé entre les représentants du jeune Louis XIII et Christophe Marie, entrepreneur général des ponts de France, pour réunir et consolider les îles Notre-Dame et l'île aux vaches  à Paris en échange d'une concession de soixante ans ; le 11 octobre 1614 commence la construction du pont Marie qui permet le lotissement de l'île Saint-Louis. L’opposition des chanoines de Notre-Dame retarde le chantier qui reprend en 1618[2].
- 12 novembre 1614 : un incendie ravage les couverts de bois de la grande place de Montauban ; de 1616 à 1621 l'architecte Pierre Levesville réaménage la place[3].
- 1614-1626 : Salomon de Brosse devient architecte de la reine Marie de Médicis à la mort de son oncle Jacques II Androuet du Cerceau[4].
- 30 septembre 1617 : Jean Androuet du Cerceau devient architecte du roi de France Louis XIII[5].
- Février 1619 : les travaux de la basilique Saint-Pierre de Rome, entrepris par une pléiade d'architectes allant de Bramante à Michel-Ange, sont terminés ; elle est consacrée le 18 novembre 1626[6].

## Réalisations

### Asie
- 1612-1630 : construction de la mosquée du Shah à Ispahan (Masfjid-é Shah). Les façades et les coupoles sont décorées de faïence émaillée aux motifs floraux abstraits dessinés en or et blanc sur un fond bleu turquoise[7].
- 1613 : la construction du mausolée d’Akbar à Sikandra, près d’Âgrâ est achevée[8].
- 1616 : reconstruction du Changgyeonggung, palais royal de la dynastie Joseon détruit par les Japonais en 1592, à Séoul[9].

- 1617 : construction du Gyeonghuigung, palais royal à Séoul[10].
- 1619 : 
  - construction du Grand bazar d'Ispahan près de la place Naghsh-e Jahan à Ispahan en Iran[11].
  - construction de l'église Notre-Dame-de-l'Immaculée-Conception de Panaji, à Goa, sur l'emplacement d'une chapelle construite en 1541[12].

### Europe
- 1609-1616 : construction de la mosquée du Sultan ou « Mosquée bleue » à Constantinople  (aujourd'hui Istanbul) dirigée par l'architecte Sedefhar Mehmet Ağa, élève de Sinan[13]. Elle est ouverte au culte le 9 juin 1617[14].
- 1609-1620 : début de la construction des fortifications dressées à Malte par le grand maitre des Hospitaliers de l'ordre de Saint-Jean de Jérusalem Alof de Wignacourt[15].
- 4 octobre 1610 : début de la construction de la basilique Nostra Signora dell'Assunta à Gênes[16].
- 1610 : Vincenzo Scamozzi achève la façade de la basilique San Giorgio Maggiore à Venise[17].
- 1610-1615 : construction de l'aqueduc Wignacourt à Malte[18].
- Vers 1610 : Plas Teg, manoir de style jacobéen au Pays de Galles[19].
- 1612-1619 : construction du château de Blérancourt par Salomon de Brosse[20].
- 20 juillet 1613 : début de la construction de l’église des Carmes à Paris, achevée en 1620[21].
- 1613-1649 : restauration de la cathédrale Saint-Pierre de Ratisbonne et rénovations baroques (coupole et croisée du transept)[22].
- 1614 : Carlo Maderno construit la colonne mariale devant la basilique Sainte-Marie-Majeure à Rome qui servira par la suite de modèle pour de nombreuses colonnes mariales dans les régions catholiques[23].
- 25 août 1615 : début de la construction de l'hôtel de ville d'Augsbourg par Elias Holl[24] ; le 3 août 1620 il accueille la première réunion du conseil de ville. Les travaux d’aménagement de l'intérieur sont achevés en 1624[25].
- 1615 : début des travaux du palais du Luxembourg à Paris par Salomon de Brosse. Le palais est terminé en 1631[26].
- 1615-1617 : construction de l'église des Jésuites de Molsheim[27].
- 1616 : aménagement du cours la Reine à Paris[28].
- 1616-1621 : Salomon de Brosse construit une façade classique à trois ordre pour l'église Saint-Gervais à Paris, qui annonce le classicisme français[29],[30].

- 1616-1619 et 1630-1635 : travaux de la maison de la Reine (Queen's House) dessinée par Inigo Jones à Greenwich en Angleterre[31].
- 1617-1619 : reconstruction de la plaza Mayor de Madrid par Juan Gómez de Mora sur un plan uniforme[32].
- 16 janvier 1617 : début de la construction de l'Hôpital de la charité à Lyon, achevé en 1633[33].
- 15 septembre 1618 : début de la construction du palais du Parlement de Bretagne à Rennes dessiné par Germain Gaultier et Salomon de Brosse, achevée en 1655[34].
- 1619-1622 : construction de la maison des banquets (Banqueting House) à Whitehall à Londres, dessinée par Inigo Jones[35].

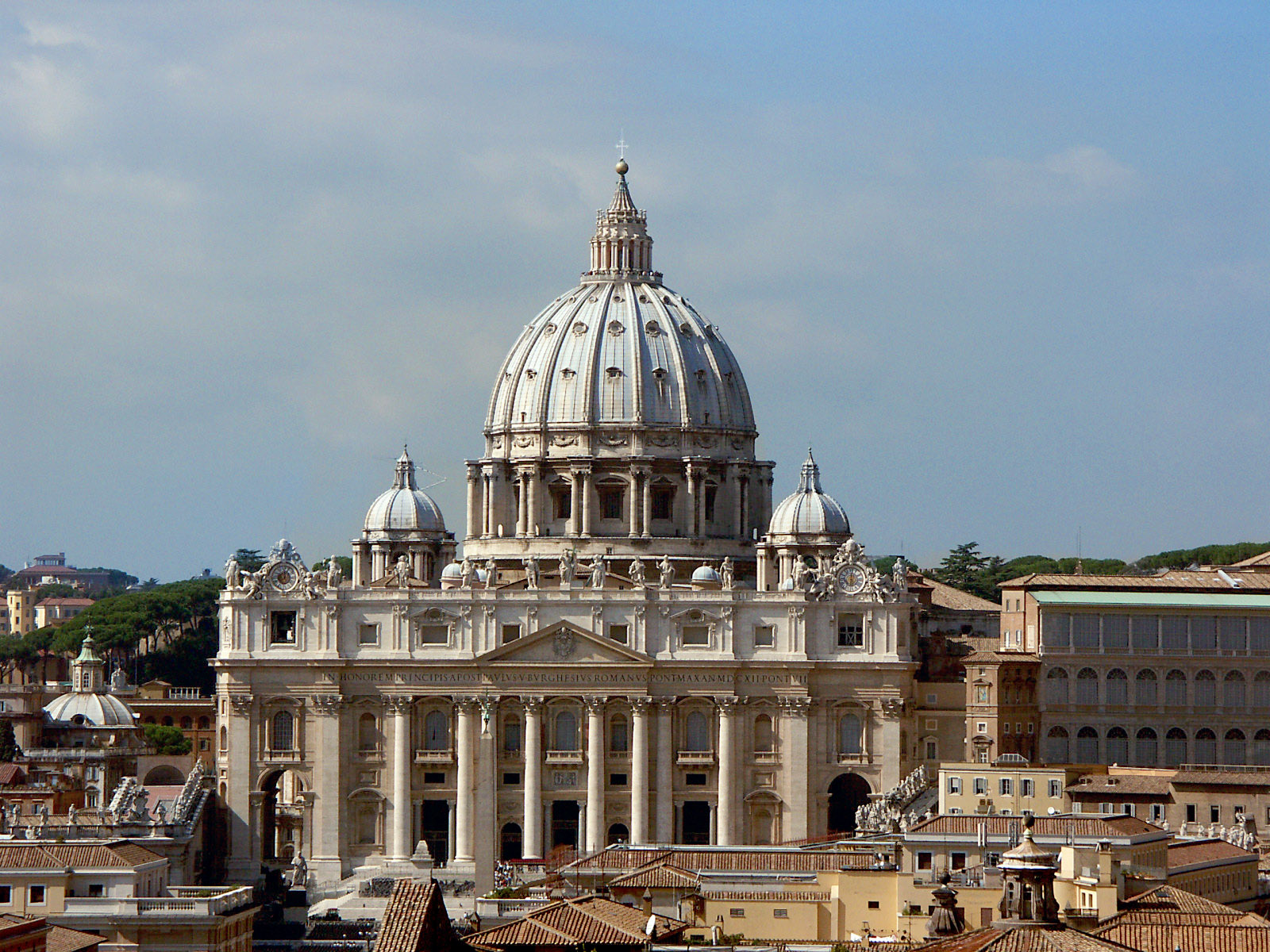
Saint-Pierre de Rome.
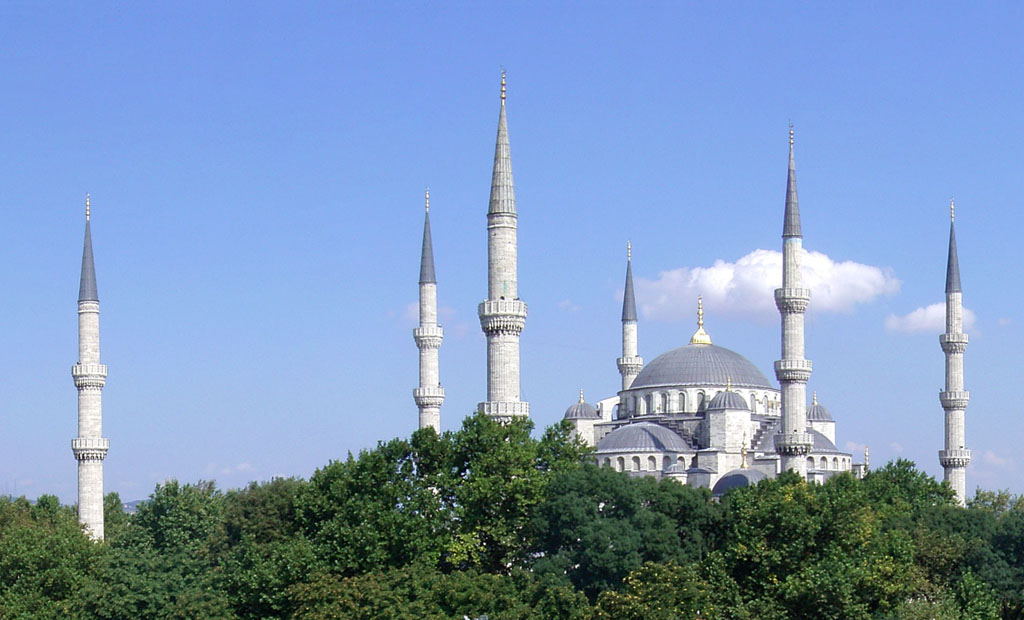
La mosquée bleue à Istanbul.
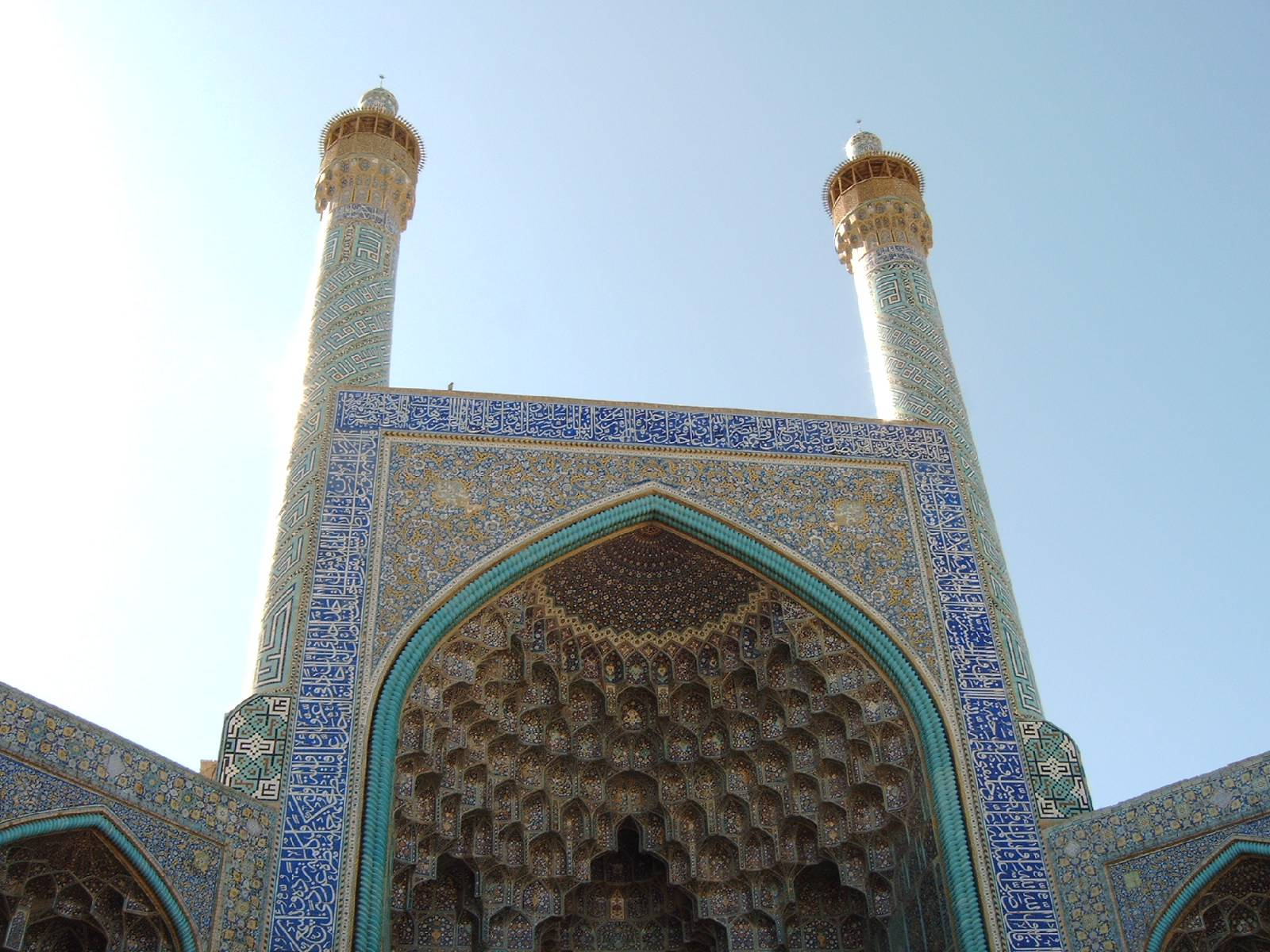
Entrée de la mosquée du Shah.
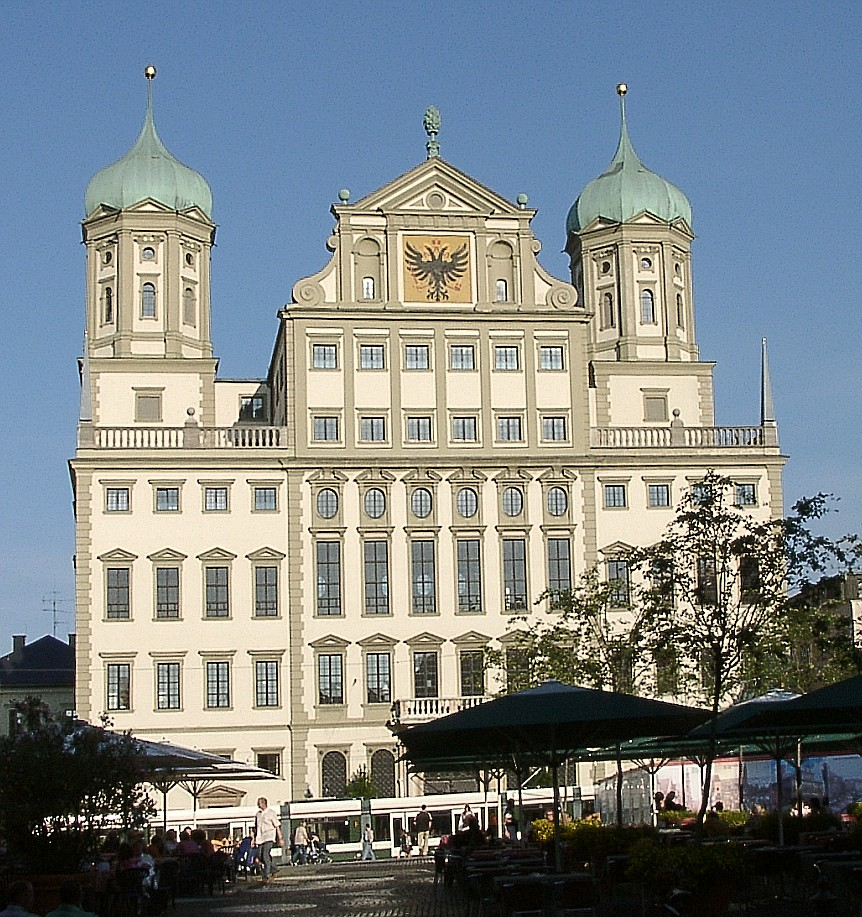
Hôtel de ville d'Augsbourg

## Publications
- 1615 : Vincenzo Scamozzi publie L'Idea della Architettura Universale.

## Naissances
- 4 mai 1611 : Carlo Rainaldi († 8 février 1691)
- 1611 : John Webb († 24 octobre 1672)
- 1612 : Louis Le Vau († 11 octobre 1670)
- 25 septembre 1613 : Claude Perrault († 9 octobre 1688)
- 1615 : Nicodemus Tessin l'Ancien († 1684)
- 1617 : Dionisio Lazzari († 1689)

## Décès
- 18 août 1615 : Louis Métezeau (1560-1615), architecte français.
- 7 août 1616 : Vincenzo Scamozzi (° 2 septembre 1548)